# Franz-Nabl-Preis
Der Franz-Nabl-Preis ist ein Literaturpreis, der jedes zweite Jahr von der Stadt Graz vergeben wird.